# Battaglia dell'Ager Sanguinis
Nella battaglia dell'Ager Sanguinis, chiamata anche battaglia di Sarmada o battaglia di Balat,
il 28 giugno 1119, l'esercito crociato del Principato d'Antiochia, comandato da Ruggero di Salerno, fu annientato dall'esercito di Ilghazi di Mardin, governante di Aleppo, appartenente alla dinastia artuqide.

## Scenario
Antiochia e gli altri Stati crociati erano costantemente in guerra con gli Stati musulmani della parte nord della Siria e della regione della Jazira, in primo luogo Aleppo e Mosul.
Quando Ridwan di Aleppo, figlio del Sultano selgiuchide Shams al-Mulūk Duqāq, morì nel 1113, ci fu un periodo di pace, almeno per qualche anno.
Ruggero di Salerno, che governava Antiochia come reggente per Boemondo II, non approfittò della morte di Ridwan, imitato da Baldovino II, conte di Edessa, e Ponzio conte di Tripoli, che diedero priorità ai propri interessi a breve termine e non si allearono con Ruggero contro Aleppo.
Nel 1115 Ruggero sconfisse nella Battaglia di Sarmin una forza d'invasione di Turchi Selgiuchidi guidata da Bursuq bin Bursuq.
Nel 1117 Aleppo ebbe un nuovo atabeg: Ilghazi della dinastia degli Artuqidi.
Nel 1118 Ruggero conquistò Azaz, il che lasciò Aleppo scoperta agli attacchi dei crociati; in risposta, Ilghazi invase il Principato nel 1119.
Bernardo di Valenza, il Patriarca latino di Antiochia, suggerì a Ruggero di restare ad Artah che era una possente fortezza a breve distanza da Antiochia dove avrebbero potuto fermare Ilghazi, inoltre il Patriarca consigliò a Ruggero di chiedere aiuto a Baldovino, che frattanto era diventato il Re di Gerusalemme e a Ponzio, ma Ruggero ritenne di non poter attendere fino al loro arrivo e, con Bernardo, uscì con le sue forze da Artah.
Ruggero si accampò nel passo di Sarmada, mentre Ilghazi assediava la fortezza di al-Atharib.
Un piccolo distaccamento al comando di Roberto di Vieux-Pont si mosse per rompere l'assedio, ed Ilghazi finse una ritirata, una tipica tattica turca che funzionò ancora una volta: gli uomini di Roberto furono attirati fuori dal forte e caddero in una imboscata.

## La battaglia
Anche Ilghazi aspettava rinforzi da Toghtigin, l'atabeg di Damasco, della dinastia buride, ma anch'egli era stanco di aspettare.
Passando per un sentiero poco usato il suo esercito circondò rapidamente il campo di Ruggero durante la notte tra il 27 ed il 28 giugno.
Il principe aveva avventatamente posto il campo in una valle boscosa, con i lati scoscesi e poche vie di fuga.
L'esercito di Ruggero, forte di 3 000 fanti e 700 cavalieri, inclusi i turcopoli, formò frettolosamente cinque battaglie.
Queste si disposero in una formazione a V, con la punta più lontana dallo schieramento musulmano.
Da sinistra a destra le colonne erano comandate da Roberto di St. Lo, dal principe Ruggero, da Guido di Frenelle,  da Goffredo il Monaco e Pietro.
Contemporaneamente, Ruggero comandò ad un sesto contingente agli ordini di Rinaldo I Masoir di proteggere la retroguardia antiochena.
Mentre l'esercito musulmano aspettava, il qadi Abū l-Fadl ibn al-Khashshāb, indossando il suo turbante da magistrato, ma brandendo una lancia, cavalcò di fronte alle truppe.
Secondo Kamal al-Din, lo storico contemporaneo di Aleppo, inizialmente i soldati si stupirono di essere arringati da un dotto religioso ma alla fine dell'appassionata evocazione dei doveri e meriti del guerriero impegnato nel jihād, si lanciarono al galoppo in battaglia, commossi fino alle lacrime dal retorico discorso del qadi.
La mattina del 28 giugno la battaglia iniziò con un duello di arcieri tra la fanteria antiochena, appostata in fronte ai cavalieri, e gli arcieri turchi.
L'esercito crociato colse un successo iniziale quando l'ala destra, al comando di Pietro e Goffredo il Monaco attaccò e sconfisse i turchi che avevano di fronte.
Anche il centro, comandato da Guido di Frenelle, ebbe qualche successo, ma la battaglia fu presto decisa sul fianco sinistro.
Roberto di St. Lo e i turcopoli furono spinti indietro in mezzo alla formazione di Ruggero, causando disordine e confusione.
Un vento da nord soffiò polvere in faccia ai cavalieri di Antiochia e ai fanti, confondendoli ulteriormente.
Rapidamente le ali dello schieramento turco avvolsero le forze dei crociati.
Durante il combattimento Ruggero fu ucciso da un colpo di spada in faccia, ai piedi della grande croce ingioiellata che era il suo stendardo.
Il resto dell'esercito fu ucciso o catturato; solo due cavalieri sopravvissero, uno dei quali, Rinaldo Masoir, trovò rifugio nel forte di Sarmada, dove attese re Baldovino, ma più tardi fu preso prigioniero da Ilghazi.
Probabilmente fu preso prigioniero anche Galterius Cancellarius, che più tardi scrisse un racconto della battaglia.
Il massacro fu tale che il fatto d'arme fu chiamato dell'ager sanguinis, del "campo di sangue", in latino.

## Dopo la battaglia
Ilghazi, invece di approfittare della vittoria, si diede ai festeggiamenti, eccedendo al punto da ammalarsi per venti giorni, quindi non mosse verso Antiochia, dove il Patriarca Bernardo stava organizzando la difesa alla meno peggio.
I cristiani latini diffidavano dei cristiani siriani, armeni e greci che abitavano Antiochia e quindi li disarmarono e proibirono loro di lasciar le case.
Anche così, a causa della perdita dell'esercito antiochiano, Atharib, Zerdana, Sarmin, Ma'arrat al-Nu'man e Kafr Tab caddero rapidamente in mano ai musulmani.
Ilghazi fu sconfitto da Baldovino II di Gerusalemme e dal conte Ponzio alla battaglia di Hab il 14 agosto, e Baldovino si attribuì la reggenza di Antiochia e, successivamente, riconquistò alcune delle cittadine perdute.

## Conseguenze
La sconfitta dell'Ager Sanguinis lasciò Antiochia fortemente indebolita e soggetta a ripetuti attacchi dei musulmani nel corso del decennio successivo.
Fino a quel momento il Principato era stato retto da un pugno di cavalieri normanni, per lo più originari del sud Italia. Tale ceto dominante fu però a tal punto decimato in questa battaglia che ad esso subentrarono esponenti di altre famiglie stabilmente insediate in Terra Santa. Si può dunque parlare di un principato normanno di Antiochia solo per i primi decenni della sua esistenza. Con l'assunzione del potere da parte di Raimondo di Poitiers, l'influsso normanno fu definitivamente rimpiazzato da quello francese.
Alla fine il Principato cadde sotto l'influenza dell'Impero Bizantino.
I Crociati riguadagnarono parte della loro influenza in Siria alla battaglia di Azaz, sei anni dopo, nel 1125.
La definizione ager sanguinis ha forse un riferimento biblico al campo acquistato da Giuda con il denaro che aveva ricevuto per tradire il Cristo.
Gli Atti degli Apostoli raccontano che Giuda si suicidò nel campo che per questo fu chiamato acheldemach in aramaico e ager sanguinis nella Vulgata.